# یومی کوما کیورا
یومی کوما کیورا (انگلیسی: Yumi Kumakura؛ زادهٔ ۵ سپتامبر ۱۹۷۸) یک بازیکن والیبال اهل ژاپن است. او در لیگ برتر ژاپن در تیم توکافوجی بامبو بازی می‌کند.